# Harduinstor

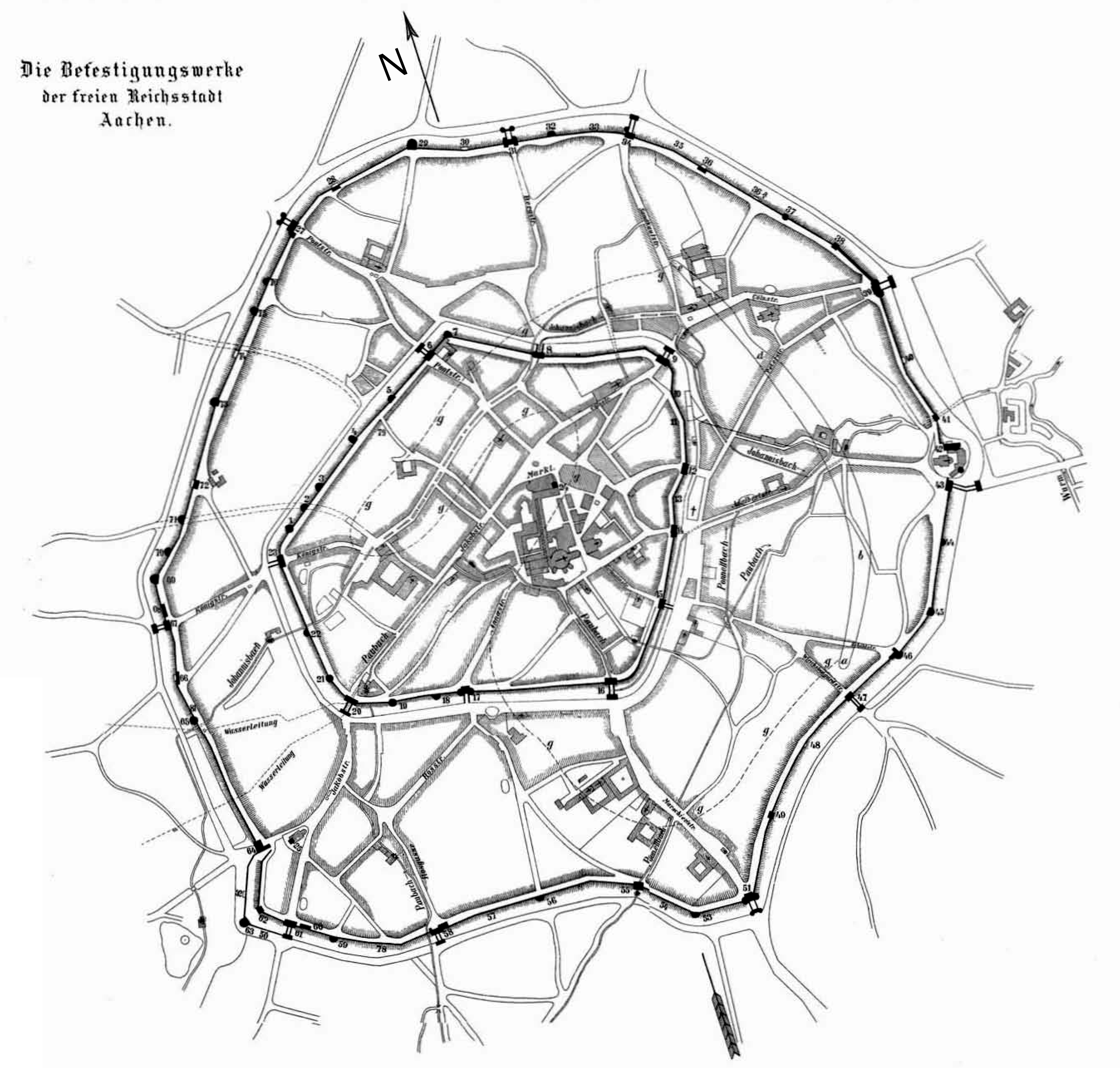
Overzicht van de vestingwerken in Aken. Nummer 15 is de Harduinstor.

De Harduinstor (ook Harduwinstor of Hartmannstor genoemd) was een stadspoort en maakte deel uit van de tussen 1171 en 1175 gebouwde binnenste stadsmuren van de Duitse stad Aken. De stadspoort bestaat niet meer.

## Locatie
In de binnenste ringmuur stond de Harduinstor in het zuidoosten tussen de Ursulinertor (in het noordoosten) en de Marschiermitteltor (in het zuidwesten). Ze bevond zich ten zuiden van de Elisenbrunnen, waar tegenwoordig de Hartmannstraße, Friedrich-Wilhelm-Platz, Kapuzinergraben en de Wirichsbongardstraße liggen. Die laatste straat loopt vanaf de Harduinstor naar de Wirichsbongardstor, de latere equivalent in de buitenste stadsmuren.

## Geschiedenis
De poort was onderdeel van de binnenste stadsmuren die op instigatie van Frederik I van Hohenstaufen tussen 1171 en 1175 gebouwd zijn. De poort werd in het midden van de 13e eeuw gebouwd.